# Le Ségur
Le Ségur är en kommun i departementet Tarn i regionen Occitanien i södra Frankrike. Kommunen ligger i kantonen Monestiés som tillhör arrondissementet Albi. År 2022 hade Le Ségur 261 invånare.

## Befolkningsutveckling
Antalet invånare i kommunen Le Ségur
| Referens: INSEE |